# سدیم بیسموتات

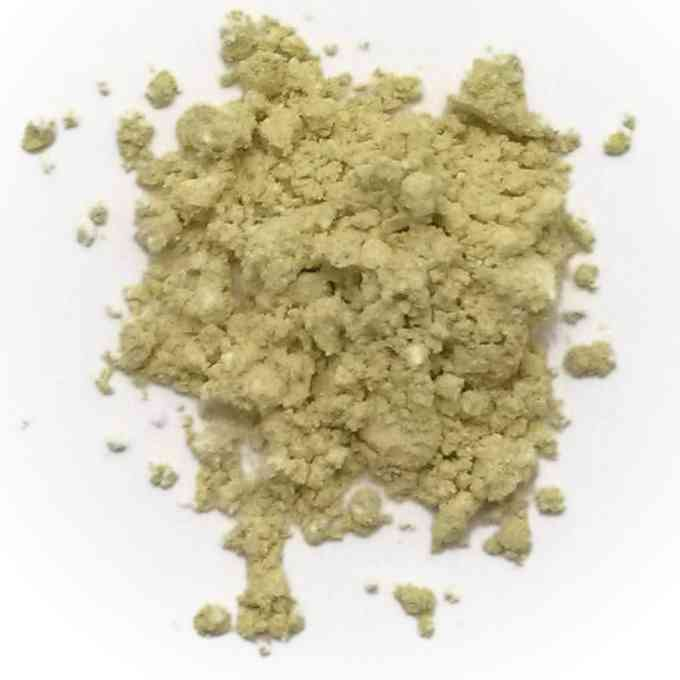
نگاره‌ای از سدیم بیسموتات خالص (NaBiO_{۳})

سدیم بیسموتات (به انگلیسی: Sodium bismuthate) با فرمول شیمیایی NaBiO۳ یک ترکیب شیمیایی است. که جرم مولی آن 279.97 g/mol می‌باشد. شکل ظاهری این ترکیب، پودر قهوه‌ای روشن است.